# CommuniGate Pro
CommuniGate Pro ist eine proprietäre Groupware, welche auch in einer in der Anzahl der Clients eingeschränkten Shareware-Version verfügbar ist.
Die Firma CommuniGate Systems wurde 1991 mit dem Ziel gegründet, eine vielseitige und skalierbare Lösung für die Kommunikation über das Internet zu entwickeln. Der Hauptsitz befindet sich im kalifornischen Mill Valley. Die Firma hat weltweit über 12.000 Kunden, wobei über 130 Millionen Endkunden die Produkte benutzen.
Seit der Version 6.3 wird Communigate Pro von 2 Firmen in separaten, nicht kompatiblen Entwicklungszweigen weiterentwickelt und vertrieben.
Die Version 7.x wird von „CommuniGate Software Development & Licensing SA“ aus Luxemburg lizenziert (www.communigate.com). Der Vertrieb, Support und Service erfolgen über www.mailspec.com. Die Weiterentwicklung beruht unter anderem auf einem Code-Review der Agence nationale de la sécurité des systèmes d’information. Für regulierte Branchen wird eine spezielle Version „Communigate SPEC 8.x“ angeboten.
Die Version 6.4 ist die aktuellste Fassung der Software von CommuniGate Systems Russia, AO StalkerSoft aus Moskau auf www.communigate.ru bzw. www.communigate.world. Gemäß einem Gerichtsverfahren über die Rechte an Communigate Pro in Moskau liegen die Exklusivrechte für die Versionen 6.2 und 6.3 nicht bei StalkerSoft, sondern beim russischen Unternehmen CommuniGate Pro SBK JSC (Secure Communications System). Auf der Homepage von Communigate Pro SBK JSC unter www.communigatepro.ru wird als aktuellste Version 6.34 gelistet; die Version 6.4 ist dort nicht verfügbar. Die Version 6.3 ist in das „Einheitliche Register der russischen Programme für elektronische Computer und Datenbanken“ aufgenommen.

## Funktionen
CommuniGate Pro unterstützt verschiedene Plattformen. Dabei werden u. a. folgende Funktionen und Dienste unterstützt:
- Mail Transfer (SMTP, LMTP, Mailinglisten)
- Signaling (SIP, XMPP, Simple Notification)
- Datenzugriff (IMAP, MAPI, POP3 und RPOP, FTP und TFTP, ACAP, Webmail, ActiveSync, AirSync)
- Groupware (Kalender und Aufgaben, Kontakte)
- Services (HTTP, LDAP, SNMP, RADIUS, CalDAV, SSL)
- Kommunikation (IP-Telefonie, Instant Messaging, Voice Mail)
- u. v. m.

## E-Mail-Clients
Der Communigate Pro Server unterstützt eine Vielzahl gängiger E-Mail-Clients, darunter Thunderbird, Apple Mail, u. v. m. Die Unterstützung von Microsoft Outlook wird dabei über einen kostenlosen MAPI-Treiber realisiert.
Der Zugriff über einen Webmail-Client ist ebenfalls möglich, dieser kann durch verschiedene Skins den jeweiligen Bedürfnissen angepasst werden. Als „Highlight“ kann der auf Flash basierende Mail-Client Pronto! angesehen werden, dessen Design sich sehr an Microsoft Outlook orientiert.

## Updates und Backups
Das Aufspielen von neuen Versionen erfolgt durch einfaches „Darüberinstallieren“ der neuen Version, dabei werden die Accountdaten und die Einstellungen nicht überschrieben. Der Server muss dazu nach erfolgreicher Installation lediglich neugestartet werden.
Das Erstellen von Backups ist während des laufenden Betriebs möglich. Dazu wird der komplette Installationsordner kopiert.